# 永昌 (唐)
永昌（えいしょう）は、唐の睿宗李旦の治世に使用された元号。689年。武則天による実質的な権力掌握が行われ、一般的には武則天の年号として取扱う。

## 西暦・干支との対照表
| 永昌 | 元年  |
| 西暦 | 689年 |
| 干支 | 己丑  |